# Piotrowice (Sainte-Croix)
Pour les articles homonymes, voir Piotrowice.
Piotrowice est une localité polonaise de la gmina de Zawichost, située dans le powiat de Sandomierz en voïvodie de Sainte-Croix.